# متحد القحفين الطفيلي
متّحد القحفين الطّفيلي هو نوع نادر للغاية من التوائم الطفيلية التي تحدث في حوالي 4 إلى 6 من أصل 10,000,000 ولادة. في حالة متّحد القحفين الطّفيلي، يرتبط رأس التوأم الطفيلي غير كامل النمو برأس التوأم الكامل النمو. تم توثيق أقل من اثنتي عشرة حالة من هذا النوع من التوأم الملتصقة في المؤلفات العلمية.

## التطور
التطور الدقيق لمتّحد القحفين الطّفيلي ليس معروفاً جيداً. ومع ذلك، فمن المعروف أن التوأم الناقص النمو هو توأم طفيلي. ومن المعروف أيضاً أن التوائم الطفيلية تحدث في الرحم عندما تبدأ التوائم أحادية اللزوجة في التطور كجنين، لكن يفشل الجنين في الانقسام تماماً. عندما يحدث هذا، سوف يهيمن أحد الجنينين على النمو، بينما يتغير نمو الآخر بشكل كبير. الفرق الرئيسي بين التوائم الطفيلية والتوائم الملتصقة هو أنه في التوائم الطفيلية، أحد التوأمين، يتوقف نموه خلال فترة الحمل، في حين أن التوأم الآخر، التوأم ذاتي، يكتمل نموه تماماً. 
في تطور التوأم الأحادي، يتم تخصيب بويضة واحدة بواسطة نطفة واحدة. عادة في المرحلة المكونة من خليتين تنقسم البويضة تماماً إلى قسمين، إن انقسمت البيضة في وقت مبكر سيكون هناك اثنان من الخلايا الخلوية الداخلية موجودة، مما يؤدي في النهاية إلى تقاسم التوائم نفس المشيمة، ولكن مع سلى منفصلة. ومع ذلك، يمكن أن تنقسم البويضة إلى قسمين، وتتبقى لديها كيسة أرومية. سيؤدي هذا إلى كتلة خلية داخلية واحدة وكيسة واحدة. بعد ذلك، عندما ينمو التوأم، سيتشاركان نفس المشيمة، المشيماء، السلى. يُعتقد أن هذا هو السبب المحتمل لحدوث التوائم الملتصقة، ويمكن أن يلعب هذا دوراً في تطور متّحد القحفين الطّفيلي.
إحدى الفرضيات هي أن متّحد القحفين الطّفيلي يبدأ بتطور جنينين من بويضة ملقحة واحدة ويفشل في الانفصال في منطقة الرأس في الأسبوع الثاني من الحمل. يعتقد البعض أن فشل الانفصال يحدث لاحقاً في مرحلة النمو، حوالي الأسبوع الرابع من الحمل، وفي ذلك الوقت يندمج الجنينان معاً بالقرب من العصب الأمامي المفتوح. هناك فرضية أخرى تتمثل في أن هناك صلة بين نظام الأوعية الدموية الجسدية والمشيمية للتوائم، بالإضافة إلى انحطاط الحبل السري للتوائم الطفيلية. هذا يشير إلى أن متّحد القحفين الطّفيلي يتطور بسبب نقص إمداد الدم لأحد التوائم.

## التشخيص

### الشروط ذات الصلة
بالإضافة إلى متّحد القحفين الطّفيلي، هناك حالات أخرى تتضمن ولادة طفل أو حيوان برأسين أو وجهين.

#### توائم ثنائية الرأس
توائم ثنائية الرأس هي حالة يكون فيها الرأسان جنباً إلى جنب على جذع واحد، بدرجات متفاوتة من توأمة الأعضاء والهياكل داخل الجذع. 

#### مزدوج الوجه
تحدث حالة مزدوج الوجه عند وجود جسد واحد ورقبة واحدة، ولكن هناك ازدواجية في هياكل الوجه. يختلف هذا النوع عن متحد القحفين الطّفيلي، حيث لا يوجد سوى رأس واحد، على الرغم من وجود ازدواجية في السمات القحفية الوجهية. يمكن أن تتراوح حالة ازدواجية الوجه من وجود وجهين كاملين إلى مجرد تكرار للأنف أو العينين.  يشار إلى القطط المصابة بالحالة باسم «قطط يانوس». كانت القط الذي يدعى فرانكنلويا مثالاً مشهوراً لاحظه كتاب غينيس للأرقام القياسية العالمية في عام 2012 لكونه أقدم قط يانوس على قيد الحياة.

## العلاج
مع بقاء عدد قليل من الأفراد على قيد الحياة حتى الولادة، فإن خيار العلاج الوحيد هو الجراحة لمحاولة إزالة التوأم الطفيلي. ومع ذلك فإن الجراحة خطيرة للغاية وقد نجحت مرة واحدة فقط. المشكلة في التدخل الجراحي هي أن الإمدادات الشريانية من الرأس متشابكة للغاية بحيث يصعب التحكم في النزيف، وقد اقترح أن قطع الإمداد الشرياني للتوأم الطفيلي قد يحسن من احتمالات بقاء التوأم كامل النمو.

## الانتشار
تم توثيق عشر حالات فقط من متّحد القحفين الطّفيلي، من بين ما لا يقل عن ثمانين حالة معروفة من حالات القوقعة بشكل عام. تم توثيق ثلاث حالات نجت أثناء الولادة بواسطة الطب الحديث.
في 10 ديسمبر 2003، ولدت ربيكا مارتينيز في جمهورية الدومينيكان مع هذه الحالة النادرة. كانت أول مولود مصاب بالشرط يخضع لعملية جراحية لإزالة الرأس الثاني. توفيت في 7 فبراير 2004، بعد عملية استغرقت 11 ساعة. 
في 19 فبراير 2005، خضعت منار ماجد البالغة من العمر 10 أشهر لعملية جراحية ناجحة استغرقت 13 ساعة في مصر. كان التوأم غير كامل النمو، إسلام، ملتصقا برأس منار وكان متجهاً نحو الأعلى. كان يمكن لإسلام أن يبتسم، لكن الأطباء قرروا ضرورة إزالتها، وأنه لا تستطيع البقاء على قيد الحياة بمفردها. ظهرت منار في حلقة من برنامج أوبرا وينفري وفي المسلسل الوثائقي البريطاني صدمة الجسم Body Shock. توفيت منار بعد أربعة عشر شهراً من الجراحة، أي قبل أيام قليلة من عيد ميلادها الثاني، بسبب إصابة شديدة في دماغها.
وقد وثقت قضية سابقة تدعى «برأسين فتى البنغال»، الذي ولد في عام 1783 وتوفي من لدغة كوبرا في 1787. لا تزال جمجمته في جمع متحف هونتيريان من الكلية الملكية للجراحين في لندن.

## التاريخ
تم الإبلاغ عن عشر حالات فقط من متّحد القحفين الطّفيلي في الأبحاث الطبي. من بين هذه الحالات، نجت ثلاث منها فقط من الولادة. الحالة الأولى المسجلة هي حالة الصبي البنغالي من إفرارد هوم، الذي تم حفظ جمجمته في متحف هانتيريان في الجمعية الملكية للجراحين. 
في الماضي، كان استخدام المصطلحات عند وصف التوائم الطفيلية غير متناسق إلى حد ما. بحكم التعريف، يتم ربط التوأم الطفيلي بتوءم آخر في موقع أو موضع تشريحي معين على جسم التوأم الكامل النمو. يُطلق على التوأم الغير كامل النمو باسم الطفيلي.